# Автомат углов атаки и сигнализации перегрузок

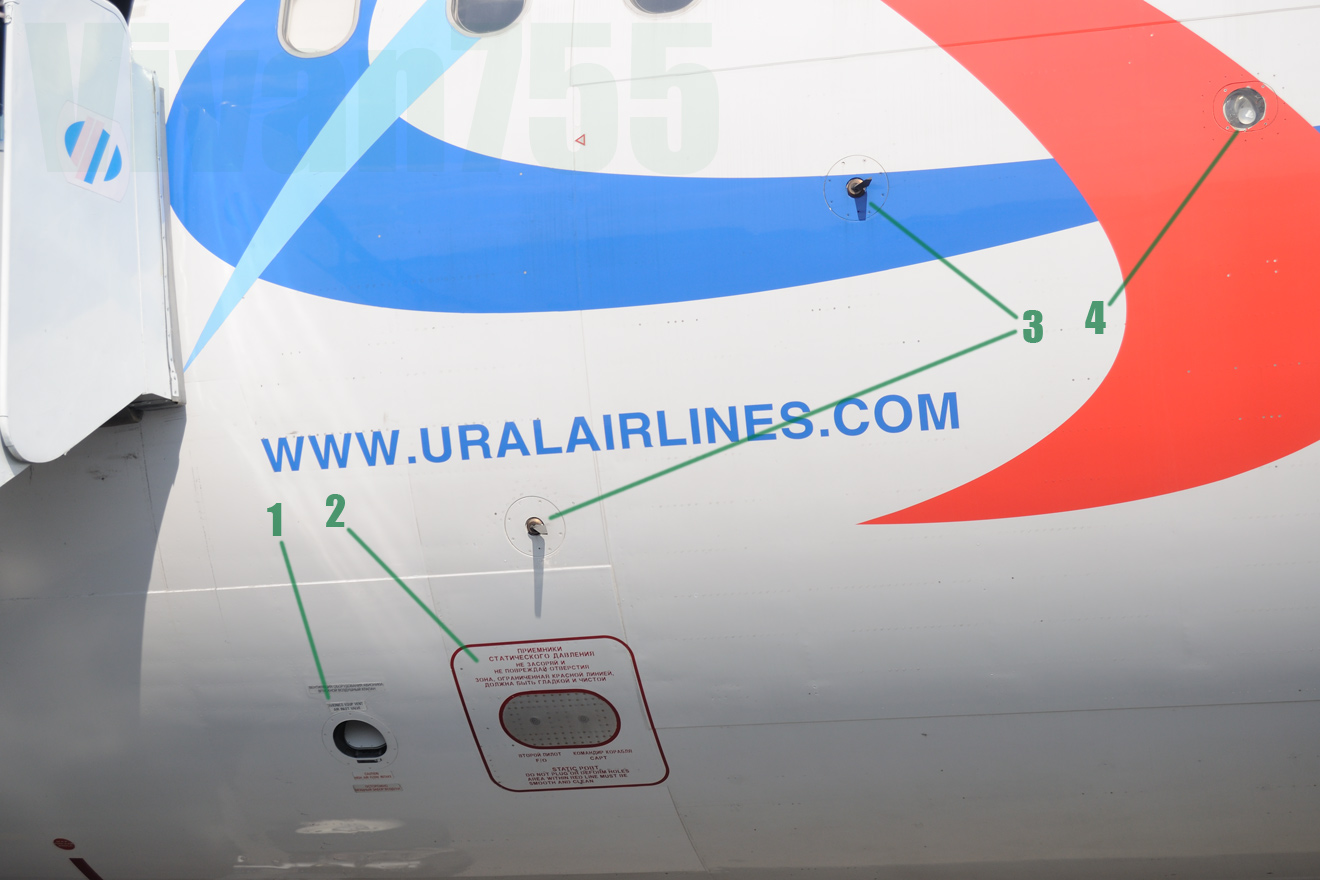
Датчики угла атаки (3) на борту самолёта Airbus A320

Поведение самолёта с Т-образным оперением в горизонтальном полёте и при сваливании

Автомат углов атаки и сигнализации перегрузок, АУАСП — элемент пилотажно-навигационного комплекса в самолёте, предназначенный для контроля текущего угла атаки и оповещения экипажа в случае выхода на близкий к критическому или критический угол атаки. Опасность превышения допустимого значения угла атаки состоит в возможном срыве потока и последующем сваливании самолёта в штопор.
Принцип действия АУАСП основан на постоянном измерении текущего угла атаки, местного критического и перегрузки встроенными датчиками и их сравнении с предельно допустимыми на данном типе самолёта. В случае выхода на критический уровень срабатывает звуковая сигнализация и загорается световое табло.
Существует несколько вариантов исполнения системы, принципиально не имеющих больших различий. Конструктивно состоит из датчика угла атаки α (ДУА, флюгера на боку ЛА), датчика критических углов αкр (ДКУ), датчика вертикальной перегрузки ny (ДП) и двустрелочного указателя УАП на приборной доске в кабине самолёта. Сигналы, поступающие с датчиков, усиливаются и преобразуются для механического перемещения двух стрелок (текущий угол атаки и перегрузка) и подвижного сектора указателя, закрывающего часть шкалы. При выходе самолёта на критический режим на указателе УАП стрелка текущих углов атаки приближается к обрезу красного сектора критического угла атаки или стрелка перегрузок к предельной величине и выдаётся предупреждающий сигнал — загорается красная лампа на указателе и выдаётся звуковой сигнал (звонок). Сигнализация АУАСП прописывается средствами объективного контроля, при наличии речевого информатора — дублируется в СПУ.
В случае срабатывания сигнализации АУАСП следует немедленно отдать штурвальную колонку от себя и увеличить режим работы двигателей.
Исполнение и состав АУАСП на разных типах ЛА сильно различаются. Так, в АУАСП-12, стоящий на  Ан-26, Ту-95МС, Ту-154 и других старых советских типах самолётов, входит один датчик ДУА-9Р, работающий на постоянном токе напряжением 27 В — им питается как элемент обогрева флюгера, так и переменные резисторы, выдающие сигнал в систему. В комплекс высотно-скоростных параметров ИКВСП, в различных вариантах стоящий на Ан-72, Ан-124, Ан-140 и других самолётах КБ Антонова, входят два датчика аэродинамических углов ДАУ-72, обогрев которых питается однофазным переменным напряжением 115 В, а в качестве датчиков применены бесконтактные сельсины. При разнице сигналов ДАУ загорается табло «ДАУ — рассоглас», а на УАП выводится среднее значение. На самолётах семейства Airbus A320 установлены три ДАУ, что позволяет по мажоритарному принципу выявлять неисправный ДАУ.
Датчик критических углов также может иметь совершенно различное исполнение. Как правило, критический угол вычисляется из положения механизации крыла (по сигналу от концевых выключателей, стоящих на трансмиссии закрылков и предкрылков), скорости или числа Маха (с ростом скорости αкр падает), зачастую также при расчёте αкр учитывается сигнал от сигнализатора обледенения — при обледенении показания критического угла снижаются на 1-2°.
Отключение сигнализации АУАСП может послужить одной из причин катастрофы: так, в 1985 году экипаж Ту-154, разбившегося в Узбекистане, вовремя не осознал, что самолёт переходит в сваливание, так как сигнализация АУАСП либо не сработала (АУАСП мог быть выключен, впоследствии введено автоматическое его включение при разжатии передней опоры шасси), либо не была воспринята правильно. Интересно, что на многих типах самолётов зарубежного производства подобный индикатор в кабине не устанавливается, также и на некоторых отечественных (например, Ан-22) АУАСП отсутствует.